# Grécia nos Jogos Olímpicos de Verão de 1896
A Grécia foi a anfitriã dos Jogos Olímpicos de Verão de 1896.

## Delegação
| Esporte        | Nº de atletas | Representantes |
| -------------- | ------------- | --- |
| Atletismo      | 29            | Alexandros Chalkokondylis, Anastasios Andreou, Athanasios Skaltsogiannis, Angelos Fetsis, Charilaos Vasilakos, Christos Zoumis, Dimitrios Deligiannis, Dimitrios Golemis, Dimitrios Khristopoulos, Dimitrios Tomprof, Eleitherios Papasimeon, Evangelos Damaskos, Evangelos Gerakeris, Georgios Gennimatas, Georgios Grigoriou, Georgios Papasideris, Ilias Kafetzis, Ioannis Lavrentis, Ioannis Persakis, Ioannis Theodoropoulos, Ioannis Vrettos, Konstantinos Karakatsanis, Miltiadis Gouskos, Panagiotis Paraskevopoulos, Sotirios Versis*, Spiridon Louis, Spyridon Belokas, Stamatios Masouris e Vasilios Xydas |
| Ciclismo       | 9             | Aristidis Konstantinidis, A. Tryfiatis-Tripiaris, Georgios Aspiotis, Georgios Kolettis, Georgios Paraskevopoulos, Konstantinos Konstantinou, Loverdos, Miltiades Iatrou e Stamatios Nikolopoulos |
| Esgrima        | 9             | Athanasios Vouros, Georgios Balakakis, Georgios Iatridis, Ioannis Georgiadis, Ioannis Poulos, Konstantinos Komninos-Miliotis, Leonidas Pyrgos, Perikles Pierrakos-Mavromichalis e Tilemachos Karakalos |
| Ginástica      | ?             | Antonios Papagiannou, Aristovoulos Petmezas*, Dimitrios Loundras, Filippos Karvelas, Ioannis Mitropoulos, Leonidas Tsiklitiras, Nikolaos Andriakopoulos, Petros Persakis, Thomas Xenakis e outros nomes desconhecidos |
| Halterofilismo | 3             | Alexandros Nikolopoulos, Georgios Papasideris e Sotirios Versis* |
| Lutas          | 2             | Georgios Tsitas e Stephanos Christopoulos |
| Natação        | ?             | Alexandros Khrisafos, Antonios Pepanos, Dimitrios Drivas, Georgios Anninos, Efstathios Choraphas, Ioannis Malokinis, Joannis Andreou, N. Kartavas, Spiridon Chasapis e outros nomes desconhecidos |
| Tênis          | 7             | Aristidis Akratopoulos, D. Frangopoulos, Demetrios Petrokokkinos, Dionysios Kasdaglis, Evangelos Rallis, Konstantinos Akratopoulos e Konstantinos Paspatis |
| Tiro           | ?             | Alexandros Theofilakis, Alexios Fetsios, Anastasios Metaxas, Antelothanasis, Aristovoulos Petmezas*, Georgios Diamantis, G. Karagiannopoulos, Georgios Orphanidis, Ioannis Frangoudis, Ioannis Theofilakis, Ioannis Vourakis, Karakatsanis, Khatzidakis, Leonidas Langakis, Leonidas Morakis, Moustakopoulos, Nicolaos Trikupis, Nikolaos Levidis, Nikolaos Morakis, Pantazidis, Pantelis Karasevdas, Patsouris, Pavlos Pavlidis, Platis, Sanidis, Spiridon Stais, Vavis, Zenon Mikhailidis e outros nomes desconhecidos                                                                                              |
| Total          | 169           | |

- Competiu em mais de uma modalidade

## Medalhas
| Atleta                                                                       | Esporte        | Evento                                 | Medalha |
| ---------------------------------------------------------------------------- | -------------- | -------------------------------------- | ------- |
| Spiridon Louis                                                               | atletismo      | Maratona masculina                     | Ouro    |
| Aristidis Konstantinidis                                                     | ciclismo       | Corrida em estrada masculina           | Ouro    |
| Ioannis Georgiadis                                                           | esgrima        | Sabre masculino                        | Ouro    |
| Leonidas Pyrgos                                                              | esgrima        | Florete masters masculino              | Ouro    |
| Ioannis Mitropoulos                                                          | ginástica      | Argolas                                | Ouro    |
| Nikolaos Andriakopoulos                                                      | ginástica      | Escalada                               | Ouro    |
| Ioannis Malokinis                                                            | natação        | 100 m livre masculino para marinheiros | Ouro    |
| Georgios Orphanidis                                                          | tiro           | Carabina livre                         | Ouro    |
| Ioannis Frangoudis                                                           | tiro           | Pistola tiro rápido 25 m               | Ouro    |
| Pantelis Karasevdas                                                          | tiro           | Carabina militar                       | Ouro    |
| Kharilaos Vasilakos                                                          | atletismo      | Maratona masculina                     | Prata   |
| Miltiades Gouskos                                                            | atletismo      | Arremesso de peso masculino            | Prata   |
| Panagiotis Paraskevopoulos                                                   | atletismo      | Arremesso de disco masculino           | Prata   |
| Georgios Kolettis                                                            | ciclismo       | 100 km masculino                       | Prata   |
| Stamatios Nikolopoulos                                                       | ciclismo       | Velocidade masculino                   | Prata   |
| Stamatios Nikolopoulos                                                       | ciclismo       | Contra o relógio masculino             | Prata   |
| Telemachos Karakalos                                                         | esgrima        | Sabre masculino                        | Prata   |
| Nikolaos Andriakopoulos Petros Persakis Spyros Athanasopoulos Thomas Xenakis | ginástica      | Barras paralelas por equipes           | Prata   |
| Thomas Xenakis                                                               | ginástica      | Escalada                               | Prata   |
| Georgios Tsitas                                                              | lutas          | -                                      | Prata   |
| Antonios Pepanos                                                             | natação        | 500 m livre masculino                  | Prata   |
| Joannis Andreou                                                              | natação        | 1200 m livre masculino                 | Prata   |
| Spiridon Chasapis                                                            | natação        | 100 m livre masculino para marinheiros | Prata   |
| Dionysios Kasdaglis                                                          | tênis          | Simples masculino                      | Prata   |
| Georgios Orphanidis                                                          | tiro           | Pistola tiro rápido 25 m               | Prata   |
| Ioannis Frangoudis                                                           | tiro           | Carabina livre                         | Prata   |
| Pavlos Pavlidis                                                              | tiro           | Carabina militar                       | Prata   |
| Dimitrios Golemis                                                            | atletismo      | 800 m masculino                        | Bronze  |
| Evangelos Damaskos                                                           | atletismo      | Salto com vara masculino               | Bronze  |
| Georgios Papasideris                                                         | atletismo      | Arremesso de peso masculino            | Bronze  |
| Ioannis Persakis                                                             | atletismo      | Salto triplo masculino                 | Bronze  |
| Ioannis Theodoropoulos                                                       | atletismo      | Salto com vara masculino               | Bronze  |
| Sotirios Versis                                                              | atletismo      | Arremesso de disco masculino           | Bronze  |
| Perikles Pierrakos-Mavromichalis                                             | esgrima        | Florete masculino                      | Bronze  |
| Ioannis Chrysafis Ioannis Mitropoulos Dimitrios Loundras Filippos Karvelas   | ginástica      | Barras paralelas por equipes           | Bronze  |
| Alexandros Nikolopoulos                                                      | halterofilismo | Levantamento com uma mão               | Bronze  |
| Sotirios Versis                                                              | halterofilismo | Levantamento com duas mãos             | Bronze  |
| Stephanos Christopoulos                                                      | lutas          | -                                      | Bronze  |
| Dimitrios Drivas                                                             | natação        | 100 m livre masculino para marinheiros | Bronze  |
| Efstathios Chorophas                                                         | natação        | 1200 m livre masculino                 | Bronze  |
| Efstathios Chorophas                                                         | natação        | 500 m livre masculino                  | Bronze  |
| Konstantinos Paspatis                                                        | tênis          | Simples masculino                      | Bronze  |
| Ioannis Frangoudis                                                           | tiro           | Pistola livre                          | Bronze  |
| Nicolaos Trikupis                                                            | tiro           | Carabina militar                       | Bronze  |
| Nikolaos Morakis                                                             | tiro           | Pistola tiro rápido 25 m               | Bronze  |